# Vũ điệu tử thần (phim 2007)
Vũ điệu tử thần là bộ phim điện ảnh trinh thám, hành động phát hành năm 2007 của Việt Nam do Bùi Tuấn Dũng viết kịch bản và đạo diễn, với dàn diễn viên Bình Minh, Thanh Thúy, Hoàng Hải và Tuấn Tú.

## Nội dung
Bộ phim bắt đầu bằng một vụ ám sát tại phòng khám tư nhân của bác sĩ tâm lý Trần Ngọc Tâm. Anh cảnh sát hình sự tên Sang được phân công đến điều tra và tìm hiểu thêm về tâm lý tội phạm, quá trình điều phát sinh thêm một ván án mạng nữa, đó là cái chết của cô thư ký của bác sĩ Tâm. Từ sự hợp tác của Tâm, Sang đã phát hiện một đường dây buôn bán, điều chế tác ma túy. Trợ giúp Sang trong chuyên án này còn có Long, một trinh sát của đội chống ma túy và một vũ nữ tên Hằng Nga.

## Diễn viên
- Bình Minh vai Sang
- Thanh Thúy vai Hằng Nga
- Tuấn Tú vai Long
- Hoàng Hải vai Trần Ngọc Tâm
- Đức Sơn vai Khanh
- Hoàng Lan vai Mị (vợ Khanh)
- Hải Điệp vai Ông Thinh
- Đào Văn Bích vai Vũ
- Quang Thắng vai Hoàng
- Công Lý vai Thạch
- Nguyễn Văn Thắng vai Hoàng
- Thanh Mai vai Thư ký của Tâm
- Nguyễn Thị Vân vai Mẹ Khanh
- Tạ Đình Đoàn vai Bé Đao
- Nguyễn Hoàng Anh vai Bé Đao (lúc nhỏ)
- Phùng Tiến Minh vai Người dẫn Thời sự

## Sản xuất

### Kịch bản
Kịch bản Vũ điệu tử thần được Bùi Tuấn Dũng lấy cảm hứng từ một bài viết trên báo An Ninh Thế Giới năm 2002 về loại ma túy Freelay, ông đã bỏ ra hơn 2 tháng để viết và hoàn thiện kịch bản khi đang công tác tại Điện ảnh Công an nhân dân. Năm 2003, Bùi Tuấn Dũng đưa kịch bản lên Hãng phim truyện Việt Nam để duyệt nhưng không được chấp nhận vì nội dung chưa phù hợp, đến năm 2005, khi khi thuốc lắc và các loại chất cấm mới hoành hành thì kịch bản mới được chú ý đến.
Năm 2005, Cục Điện ảnh Việt Nam chọn kịch bản này để đầu tư dàn dựng với kinh phí 1,5 tỉ đồng, ngoài ra theo hoạch toán của Hãng phim truyện Việt Nam, kinh phí thực sẽ phải là 2,5 tỉ đồng, Hãng phim sẽ cấp phần còn thiếu đồng thời kêu gọi tài trợ. Ngoài Vũ điệu tử thần còn 2 dự án điện ảnh khác được Cục Điện ảnh duyệt và cấp kinh phí trong năm 2005 là Giá mua một thượng đế của Hãng phim Giải Phóng và Em vẫn không quên (Hoài Vũ trắng) của Hãng Phim truyện I, tổng kinh phí 3 tỉ đồng, trong đó Vũ điệu tử thần được phân cho một nửa.

### Diễn viên
Vũ điệu tử thần bắt đầu được triển khai từ tháng 1 năm 2006, nhưng phải trích một phần kinh phí từ Cục Điện ảnh cho những mục đích không liên quan đến bộ phim, phần còn lại khoảng vài trăm triệu không đủ để đoàn phim có điều kiện làm việc tốt nhất. Vũ điệu tử thần là một trong những phim điện ảnh cuối cùng do Hãng phim truyện Việt Nam sản xuất với kinh phí từ ngân sách nhà nước. Trong thời gian này Bùi Tuấn Dũng đang thực hiện bộ phim Hà Nội - Hà Nội, sau hơn một năm tuyển trạch, tháng 10 năm 2006, Bùi Tuấn Dũng thông báo đã tìm được các diễn viên chính và đã có lịch bấm máy.
Mức kinh phí cuối cùng là 1,5 tỉ đồng, không đủ kinh phí nên dù là một phim hành động nhưng các cảnh quay nguy hiểm của Vũ điệu tử thần lại không dùng đến kỹ xảo vi tính, các cảnh quay này cũng không có đủ trang bị bảo vệ diễn viên, đoàn phim không chiêu mộ được những diễn viên điện ảnh chuyên nghiệp, thay vào đấy là người mẫu Bình Minh vốn bị đánh giá là diễn xuất kém, người dẫn chương trình truyền hình Tuấn Tú và diễn viên kịch và truyền hình Thanh Thúy. Nhân vật Sang và Hằng Nga đề là vai diễn điện ảnh đầu tiên của diễn viên Thanh Thúy và người mẫu Bình Minh, nhân vật này ban đầu được dự định giao cho một diễn viên múa đảm nhận.

### Phần tiếp theo
Diễn viên Quang Thắng từng tiết lộ rằng bộ phim sẽ có phần 2 nhưng đạo diễn Bùi Tuấn Dũng không xác nhận điều này, nhưng ông cũng cho biết đang chuyển thể kịch bản điện ảnh thành kịch bản phim truyền hình dài khoảng 50 tập và chuẩn bị sản xuất vào cuối năm 2008.

## Phát hành
Bản cắt cuối cùng của Vũ điệu tử thần sau khi đã hòa âm bị lược bỏ mất 10 phút thời lượng. Sau khi có buổi chiếu ra mắt ngày 11 tháng 8, bộ phim được công chiếu tại Thành phố Hồ Chí Minh từ ngày 17 tháng 8 và tại Hà Nội từ ngày 14 tháng 9 năm 2007.
Cùng với đó, kịch bản của cũng phim được Trần Thanh Hà chuyển thể thành tiểu thuyết cùng tên cũng được xuất bản. Tháng 7 năm 2014, bộ phim được trình chiếu trong chuyên mục Phim cuối tuần của VTV1.
Tháng 12 năm 2020, hai bộ phim do Bùi Tuấn Dũng đạo diễn là Những người viết huyền thoại và Vũ điệu tử thần bất ngờ được phát hành trên Netflix dù bên nắm giữ bản quyền hai bộ phim này là Cục Điện ảnh Việt Nam xác nhận không cung cấp bản quyền cho nền tảng trực tuyến này. Phía Netflix cho biết các bộ phim được nhà phân phối là công ty Tfilm Studio cung cấp. Tfilm Studio sau đó cũng cung cấp các thông tin chứng thực họ đủ quyền hạn phân phối cho Netflix.

## Đón nhận

### Đánh giá
Nhà báo Hà Giang của báo Sài Gòn Giải Phóng đã đanh giá sớm Vũ điệu tử thần là bộ phim về "một đề tài nóng, hấp dẫn. Tuy nhiên, đường dây phim và tâm lý nhân vật vẫn còn khá hụt hẫng và hời hợt". "Một câu chuyện với những tuyến nhân vật phức tạp và khó hiểu... chỉ là những chi tiết rời rạc chưa được chắp nối để làm thành mạch truyện có tính xuyên suốt." Một số chi tiết về nhân vật chưa khai thác đủ và rõ ràng như nhân vật bác sĩ được miêu tả nhiều khía cạnh nhưng lại không làm rõ nghiệp vụ chính của ông ta, hai nhân vật cảnh sát chính là Sang và Long của phim dù tỏ ra khó chịu khi hợp tác điều tra nhưng bộ phim không nêu được lí do; quá khứ và tác nhân đưa đẩy nhân vật Hằng Nga phải làm vũ nữ hay tên trùm ma túy phải đầu độc người vợ của hắn.
Nhà báo Hồng Hà của báo Nông Nghiệp Việt Nam cho rằng bộ phim hấp dẫn và có cái kết bất ngờ nhưng còn thiếu các chi tiết cài cắm để khán giả có thể chấp nhận được. Lời thoại khá thú vị và thông minh, đó là điều mà không phải nhiều phim Việt Nam làm được nhưng vẫn còn đôi chỗ bộc lộ sự khiên cưỡng.
Báo Người Lao Động đánh giá Vũ điệu tử thần có tiết tấu nhanh, nhiều tình tiết bất ngờ và nhiều cảnh dựng bắt mắt, hấp dẫn. Nhưng điểm yếu của bộ phim lại nằm ở điều cốt lõi là nguyên nhân của những cái chết bất ngờ chưa đủ sức thuyết phục.
Nhà báo Vinh Nguyễn của Báo Thanh Niên nhận định bộ phim có lời thoại tốt nhưng các tình tiết dẫn đến cái kết chưa thỏa đáng, tiết tấu của phim chậm khiến khán giả có thể khám phá ra hung thủ trước khi phim kết thúc, cũng không đủ khiến khán giả hồi hộp với hành trình phá án của nhân vật chính.

### Giải thưởng
| Năm  | Giải thưởng                        | Đề cử                  | Nhận giải    | Kết quả            | Chú thích     |
| ---- | ---------------------------------- | ---------------------- | ------------ | ------------------ | ------------- |
| 2007 | Liên hoan phim Việt Nam lần thứ 15 | Quay phim xuất sắc     | Lý Thái Dũng | Đoạt giải          | [ 20 ] [ 21 ] |
| 2007 | Liên hoan phim Việt Nam lần thứ 15 | Phim điện ảnh xuất sắc | (bộ phim)    | Giải Ban giám khảo | [ 20 ] [ 21 ] |